# Почепское
Почепское — село в Лискинском районе Воронежской области.
Административный центр Почепского сельского поселения.

## География

### Улицы
| - ул. Березовая Роща, - ул. Заречная, - ул. Колхозная, - ул. Коммунистическая, - ул. Красноармейская, - ул. Луговая, | - ул. Полевая, - ул. Садовая, - ул. Советская, - ул. Спортивная, - ул. Чапаева, - пер. Гагарина. |

## История
Село основано бывшими монастырскими крестьянами, переведенными сюда в период между 1767—1770 годами.